# Aïn Séfra
Aïn Séfra là một đô thị thuộc tỉnh Naama, Algérie. Dân số thời điểm năm 2002 là 34.962 người.